# Magdalena Charzyńska-Wójcik
Magdalena Maria Charzyńska-Wójcik – polska językoznawczyni, dr hab. nauk humanistycznych, profesor uczelni Instytutu Językoznawstwa i dziekan Wydziału Nauk Humanistycznych Katolickiego Uniwersytetu Lubelskiego Jana Pawła II.

## Życiorys
W 1994 ukończyła studia filologiczne w Katolickim Uniwersytecie Lubelskim, natomiast 20 lutego 2002 obroniła pracę doktorską The Evolution of Impersonal Constructions and the Status of the Subject in the History of English. 23 października 2013 habilitowała się na podstawie oceny dorobku naukowego i pracy. Została zatrudniona na stanowisku profesora nadzwyczajnego Instytutu Filologii Angielskiej Wydziału Nauk Humanistycznych Katolickiego Uniwersytetu Lubelskiego Jana Pawła II.
Piastuje funkcję profesora uczelni w Instytucie Językoznawstwa oraz dziekana na Wydziale Nauk Humanistycznych Katolickiego Uniwersytetu Lubelskiego Jana Pawła II.
11 czerwca 2021 została odznaczona Brązowym Krzyżem Zasługi za zasługi w działalności na rzecz rozwoju nauki.

## Publikacje
- 2002: The impersonal passive in Old and Middle English[3]
- 2009: On the non-existing type of clausal ditransitives in Old English[3]
- 2017: To translate is human, to explain - divine[3]
- 2018: Między przekładem wiernym a parafrazą : wpływ czynników socjolingwistycznych na dobór techniki tłumacza = Between metaphrase and paraphrase : the influence of sociolinguistic factors on the translator's techniques[3]